# Bitume fluxé
Un bitume fluxé (« fluxed bitumen » en anglais, « fluxed asphalt » en américain) est un bitume dont la viscosité a été réduite par l'ajout d'une huile de fluxage.

## Huile de fluxage
Les produits fluxants ont pour fonction de ramollir le bitume pendant son stockage et sa mise en œuvre, puis par évaporation d’assurer une remontée en consistance du produit final. À l’heure actuelle, la majorité des fluxants utilisés sont issus de la chimie de la houille (origine carbochimique) ou de la distillation du pétrole (origine pétrochimique). Ils comportent de grandes quantités de composés organiques volatils qui s’évaporent dans l’atmosphère.
Tous les producteurs de solutions bitumineuses fluidifiées ou fluxées sont directement concernés par les nombreux impacts environnementaux négatifs des ajouts de fluxants libérés. De plus, leur usage est dangereux et inconfortable (vapeurs désagréables et danger d’inflammabilité). C’est pourquoi on assiste depuis 2001 au développement, en tant que fluxants, d’huiles végétales comme les huiles de colza ou de tournesol.

## Classification
Quatre classes de bitumes fluxés sont définies dans la norme NF T 65-003, selon leur pseudo-viscosité.
| Caractéristique                                                                    | Essai normalisé          | Classe      | Classe      | Classe      | Classe      |
| Caractéristique                                                                    | Essai normalisé          | 400-600     | 800-1200    | 1200-1600   | 1600-2400   |
| ---------------------------------------------------------------------------------- | ------------------------ | ----------- | ----------- | ----------- | ----------- |
| Pseudoviscosité mesurée au viscosimètre                                            | NF T 66-005              |             |             |             |             |
| — d’orifice 4 mm, à 25 °C (s)                                                      |                          |             |             |             |             |
| — d’orifice 10 mm, à 25 °C (s)                                                     |                          | 400 à 600   |             |             |             |
| — d’orifice 10 mm, à 40 °C (s)                                                     |                          |             | 90 à 140    | 140 à 200   | 200 à 300   |
| Densité relative à 25 °C (au pycnomètre)                                           | NF T 66-007              | 0,95 à 1,15 | 0,95 à 1,15 | 0,95 à 1,15 | 0,95 à 1,15 |
| Distillation fractionnée (résultats exprimés en pourcentage du volume initial)     | NF T 66-003              |             |             |             |             |
| Fraction distillant au-dessous de :                                                |                          |             |             |             |             |
| 190 °C                                                                             |                          | < 5         | < 4         | < 3         | < 2         |
| 225 °C                                                                             |                          | < 10        | < 10        | < 10        | < 10        |
| 315 °C                                                                             |                          | < 25        | < 25        | < 25        | < 25        |
| 360 °C                                                                             |                          | < 30        | < 30        | < 25        | < 25        |
| Pénétrabilité à 25 °C, 100 g, 5 s, du résidu à 360 °C de la distillation (1/10 mm) | NF EN 1426 (NF T 66-004) |             |             |             |             |
| Point d’éclair (vase clos) (°C)                                                    | NF T 66-009              | > 55 °C     | > 55 °C     | > 55 °C     | > 55 °C     |

## Utilisation
Les bitumes fluxés 400-600 sont réservés de préférence pour les enrobés et les enduits superficiels. Ces enduits peuvent être également exécutés sur routes moyennement circulées avec des bitumes 800-1200, au prix de certaines précautions.
Les bitumes fluxés 1200-1600 et 1600-2400 sont utilisés pour les enduits superficiels sur routes à forte circulation.